# 科利耶尔
科利耶尔（法語：Caulières，法語發音：[koljɛʁ]）是法国上法蘭西大區索姆省的一个市镇，属于亚眠区。

## 地理
科利耶尔（49°46'48"N, 1°53'22"E）面积5.41 平方千米，位于法国上法蘭西大區索姆省，该省份为法国北部沿海省份，北起加来海峡省和北部省，西接滨海塞纳省和大西洋英吉利海峡，南至瓦兹省，东临埃纳省。
与科利耶尔接壤的市镇（或旧市镇、城区）包括：贝当博、埃普莱西耶、拉马龙德、利涅尔沙特兰、梅尼厄、蒂约卢瓦拉拜。

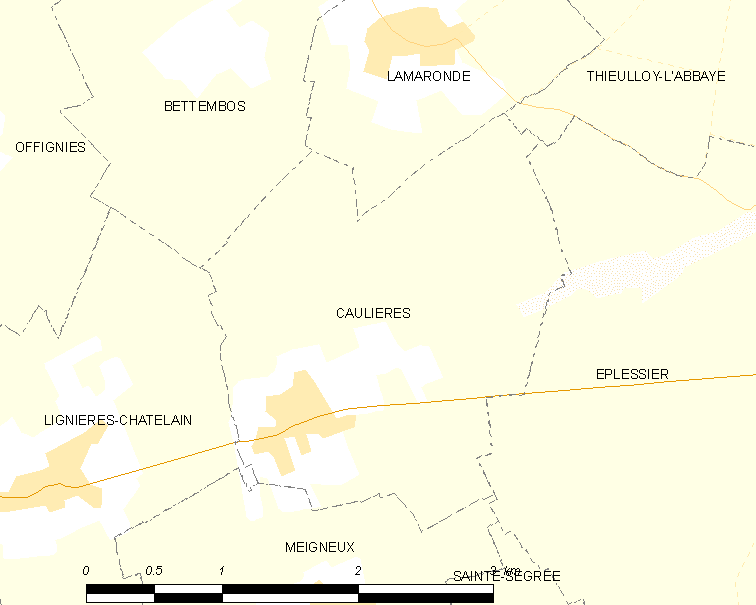
科利耶尔的OSM定位图

科利耶尔的时区为UTC+01:00、UTC+02:00（夏令时）。

## 行政
科利耶尔的邮政编码为80290，INSEE市镇编码为80179。

## 政治
科利耶尔所属的省级选区为皮卡第地区普瓦县。

## 人口

1962-2008年间科利耶尔人口变化图示

科利耶尔于2022年1月1日时的人口数量为218人。